# Loivre

Loivre este o comună în departamentul Marne, Franța. În 2009 avea o populație de 1,129 de locuitori.